# 大阪市電阪堺線
阪堺線（はんかいせん）は、かつて大阪府大阪市浪速区にあった芦原橋駅と、大阪府堺市にあった湊ノ浜駅とを結んでいた大阪市電の軌道路線である。期外線として開業した路線で、大阪市電の2つの私鉄買収路線のうちの一つ（もう一つは天王寺阿倍野線）。
当路線と同じく、大阪府大阪市浪速区と大阪府堺市とを結んでいた南海鉄道阪堺線（現在の阪堺電気軌道阪堺線）と区別するため、大阪府堺市海山町にあった大阪市電三宝車庫に因み、三宝線という愛称で呼ばれていた。

## 路線概要
- 正式路線名：阪堺線
- 愛称路線名：三宝線
- 起点：芦原橋駅
- 終点：出島駅（1945年8月14日までは湊ノ浜駅）
- 駅数：18駅（1959年当時）
- 軌間：1435mm
- 複線区間：全線
- 電化区間：全線
- 架線電圧：直流600V
- 開業年月日：1944年4月1日
- 廃止年月日：1968年10月1日
- 旧事業者名：阪堺電鉄株式会社
- 旧路線名：阪堺線

## 歴史
大阪市電阪堺線の歴史は、戦時体制化の下、軌道事業を管轄する監督官庁である内務省、及び運輸通信省、並びに阪堺電鉄阪堺線が走っていた大阪府道29号大阪臨海線を管理する大阪府からの要請を受けた大阪市が、大阪市会での“阪堺電鉄株式会社の買収”に関する議案の可決を経て、『軌道法第17条』（その後の法改正で第17条は条文から削除されている）を発動し、1944年（昭和19年）3月27日に、当時、芦原橋 - 浜寺間の軌道事業と沿線の宅地開発事業を行っていた阪堺電鉄株式会社を強制的に買収し、阪堺電鉄株式会社が行っていた軌道事業のうち、採算性が見込める芦原橋 - 湊ノ浜間の経営を大阪市電気局（のちの大阪市交通局）に継承させる形で、1944年（昭和19年）4月1日に大阪市電の期外線として芦原橋 - 湊ノ浜間を開業させたことに始まる。
やがて日本本土への空襲が始まった。1945年（昭和20年）3月13日夜から1945年（昭和20年）3月14日未明にかけ大阪大空襲が行われ、大阪湾に面する大阪市電阪堺線の沿線には数多くの軍需工場が存在したことから標的となり、出島 - 湊ノ浜間の路線が壊滅的な被害を受けて旅客営業が休止された。その後この区間は戦災から復旧されること無く、そのまま廃止された。
戦後復興期を迎えると、大阪市電阪堺線は、戦前の阪堺電鉄時代同様、夏の潮干狩りや海水浴客の旅客輸送で賑わう路線へと復興した。1956年（昭和31年）に、大阪府大阪市住吉区（当時。現在は分区され住之江区）にあった住之江公園の西側に住之江競走場（現在の住之江競艇場）が開設されると、それまでの夏の潮干狩りや海水浴シーズンに加え、レース開催日には季節に関係なく旅客輸送で賑わうようになったほか、沿線の宅地開発が進むと同時に、一般の旅客数も増えていった。
しかし、大阪湾の海洋汚染が原因で、当時、沿線にあった大浜海水浴場が閉鎖に追い込まれ、夏の潮干狩りや海水浴客の旅客輸送が失われたことに加え、モータリゼーションの進展に伴い、大阪市電阪堺線が走る大阪府道29号大阪臨海線の交通渋滞の緩和が政策課題となり、隣接する堺市からの要望もあって、大阪市会において廃線が決議され、1968年（昭和43年）9月30日をもって、その歴史に幕を閉じた。
翌1968年（昭和43年）10月1日からは大阪市営バスが、大阪市電阪堺線を運行していた3本の系統（29系統・30系統・31系統）のうち、29号系統（桜川二丁目 - 芦原橋駅 - 出島）と31号系統（上本町六丁目 - 桜川二丁目 - 芦原橋駅 - 三宝車庫前）の一部をバス転換した、29号系統（なんば - 地下鉄桜川 - 芦原橋駅前 - 鶴見橋通 - 南津守 - 北加賀屋 - 地下鉄住之江公園 - 三宝 - 出島）の運行を開始した。転換当初は、整理券を使用した「区間制運賃」で、車掌が乗務していたが、ワンマン運行開始してからも区間制整理票発行機を装備した車両限定運用であり、1978年（昭和53年）以後に現在と同じ均一運賃になった。その後、同系統はゾーンバス化で地下鉄住之江公園を境にした系統分割、堺駅西口への乗り入れ、堺駅西口 - 出島間の廃止などが行われた。交通局の民営化による大阪シティバスへの移管により2018年4月現在、なんば - 地下鉄住之江公園間を29号系統、地下鉄住之江公園 - 三宝 - 堺駅西口間を89号系統としてそれぞれ運行している。

## 年表
- 1944年（昭和19年）
  - 3月27日 大阪市が内務省、運輸通信省、大阪府からの要請を受け、『軌道法第17条』を発動し、阪堺電鉄株式会社を強制的に買収。大阪市電気局（現在の大阪市交通局）が、阪堺電鉄株式会社の軌道事業のうち、芦原橋 - 湊ノ浜間の路線の経営を継承。
  - 4月1日 大阪市電の期外線として、芦原橋 - 湊ノ浜間が開業し、全線開業。
- 1945年（昭和20年）
  - 3月13日 この夜から翌、1945年（昭和20年）3月14日未明にかけて、大阪大空襲によって出島 - 湊ノ浜間の路線が壊滅的な被害を受ける。
  - 3月14日 大阪大空襲によって壊滅的な被害を受けた出島 - 湊ノ浜間の旅客営業の休止を決定。
  - 8月15日 出島 - 湊ノ浜間の書類上の廃止日。
- 1968年（昭和43年）
  - 9月30日 芦原橋 - 出島間の旅客営業を終了。
  - 10月1日 芦原橋 - 出島間の書類上の廃止日。

## 路線ルート
大阪市電阪堺線のルートは、その起点でもある芦原橋駅で大阪市電西道頓堀天王寺線から分岐し、大阪府大阪市浪速区にある芦原橋交差点から新なにわ筋を走る。
新なにわ筋を南下し、大和川に架かる阪堺大橋を渡って大阪府堺市へと入る。そのまま大阪府道29号大阪臨海線を走って、北公園前交差点で国道26号と合流する。
フェニックス通りが分岐する大浜北町交差点からは、出島交差点まで大阪府道204号堺阪南線（旧国道26号）を走って終点の出島駅に至る（開業時の終点である湊ノ浜駅は、出島駅より一駅、和歌山寄りにあった）路線であった。
- “廃止鉄道ノート「大阪市電」”. 減速進行. 2014年11月2日閲覧。 1958年のボタンで地形図上に表示

## 駅一覧
駅名・市区名は1959年時点のもの。全駅大阪府に所在。
| 駅名           | 駅間キロ | 営業キロ | 接続路線名                                                  | 道路名                                | 所在地 | 所在地                  | 所在地 |
| -------------- | -------- | -------- | ----------------------------------------------------------- | ------------------------------------- | ------ | ----------------------- | ------ |
| 芦原橋駅       |          |          | 大阪市電：西道頓堀天王寺線 南海電気鉄道：高野線（芦原町駅） | 新なにわ筋 （大阪府道29号大阪臨海線） | 大阪市 | 浪速区                  |        |
| 栄町駅         |          |          |                                                             | 新なにわ筋 （大阪府道29号大阪臨海線） | 大阪市 | 浪速区                  |        |
| 北津守駅       |          |          |                                                             | 新なにわ筋 （大阪府道29号大阪臨海線） | 大阪市 | 西成区                  |        |
| 鶴見橋通駅     |          |          | 南海電気鉄道：高野線（津守駅）                              | 新なにわ筋 （大阪府道29号大阪臨海線） | 大阪市 | 西成区                  |        |
| 津守神社前駅   |          |          |                                                             | 新なにわ筋 （大阪府道29号大阪臨海線） | 大阪市 | 西成区                  |        |
| 宝橋駅         |          |          |                                                             | 新なにわ筋 （大阪府道29号大阪臨海線） | 大阪市 | 西成区                  |        |
| 南津守駅       |          |          |                                                             | 新なにわ筋 （大阪府道29号大阪臨海線） | 大阪市 | 西成区                  |        |
| 北加賀屋駅     |          |          |                                                             | 新なにわ筋 （大阪府道29号大阪臨海線） | 大阪市 | 住吉区 （現・住之江区） |        |
| 住吉川駅       |          |          |                                                             | 新なにわ筋 （大阪府道29号大阪臨海線） | 大阪市 | 住吉区 （現・住之江区） |        |
| 住の江公園前駅 |          |          |                                                             | 新なにわ筋 （大阪府道29号大阪臨海線） | 大阪市 | 住吉区 （現・住之江区） |        |
| 南加賀屋町駅   |          |          |                                                             | 新なにわ筋 （大阪府道29号大阪臨海線） | 大阪市 | 住吉区 （現・住之江区） |        |
| 松屋駅         |          |          |                                                             | 大阪府道29号大阪臨海線                | 堺市   | 堺市                    |        |
| 浅香山通駅     |          |          |                                                             | 大阪府道29号大阪臨海線                | 堺市   | 堺市                    |        |
| 三宝車庫前駅   |          |          |                                                             | 大阪府道29号大阪臨海線                | 堺市   | 堺市                    |        |
| 北公園前駅     |          |          |                                                             | 大阪府道29号大阪臨海線                | 堺市   | 堺市                    |        |
| 大浜北町駅     |          |          | 南海電気鉄道：南海本線（堺駅）                              | 大阪府道204号堺阪南線 （旧国道26号）  | 堺市   | 堺市                    |        |
| 大浜南町駅     |          |          |                                                             | 大阪府道204号堺阪南線 （旧国道26号）  | 堺市   | 堺市                    |        |
| 出島駅         |          |          | 南海電気鉄道：南海本線（湊駅）                              | 大阪府道204号堺阪南線 （旧国道26号）  | 堺市   | 堺市                    |        |

### 1945年廃止区間
| 駅名     | 駅間キロ | 営業キロ | 接続路線名 | 道路名                               | 所在地     |
| -------- | -------- | -------- | ---------- | ------------------------------------ | ---------- |
| 出島駅   |          |          |            | 大阪府道204号堺阪南線 （旧国道26号） | 大阪府堺市 |
| 湊ノ浜駅 |          |          |            | 大阪府道204号堺阪南線 （旧国道26号） | 大阪府堺市 |

## 特記事項
大阪市電阪堺線の前身である阪堺電鉄時代（1927年10月1日 - 1944年3月31日）から1968年（昭和43年）9月30日限りで廃止されるまでの41年間、大阪府道29号大阪臨海線（新なにわ筋）の芦原橋交差点 - 北公園前交差点間に路面電車が走っていた名残で、大阪市電阪堺線が廃止され、40年近く経過した現在でも、“電車道”と呼ばれる事がある。また、鶴見橋通駅 - 津守神社前駅間にあった南海高野線を跨ぐ跨線橋は、廃止後に自動車専用の跨線橋に転用されて「鶴見橋跨線橋」として現在も使用されている。芦原橋のJR大阪環状線カードには、架線を支えていた金具が現在でも残っている。